# Franco Califano
Franco Califano (Trípoli, 14 de setembro de 1938 — Acilia, 30 de março de 2013) foi um cantor, compositor, escritor e poeta italiano.

## Biografia
Originário de Pagani, província de Salerno, nasceu durante um voo ao sul de Trípoli, naquele tempo território italiano. Cresceu e vive há muitos anos em Roma, mas também habitou por dez anos em Milão.
Os seus admiradores o chamam de "Califfo", ou ainda "Maestro". Recebeu uma láurea honoris causa em Filosofia pela Universidade de Nova Iorque.
Compositor desde a tenra idade, tornou-se famoso por canções cantadas por outros artistas como, por exemplo, Mia Martini (Minuetto, escrita em dupla com Dario Baldan Bembo e La nevicata del '56); Ornella Vanoni (La musica è finita, com música de Umberto Bindi, escrita com Nisa, Una ragione di più, escrita com Mino Reitano); Peppino di Capri (Un grande amore e niente più, que vence o Festival de Sanremo del 1973); Bruno Martino (E la chiamano estate, escrita em dupla com o mesmo Martino); Edoardo Vianello e Wilma Goich (Semo Gente de borgata).
Sua também é a letra de Un'estate fa, uma versão italiana de Une belle histoire, do cantor francês Michel Fugain. Le notti d'agosto foi levada ao sucesso por Loretta Goggi.
Como cantor, chegou ao sucesso através de músicas suas como Tutto il resto è noia (com melodia de Frank Del Giudice) e Fijo mio (melodia de Amedeo Minghi).
Em 1970 é preso pela posse de drogas, o que ocorreria novamente em 1983 pelo mesmo motivo e por porte abusiva de armas, esta vez juntamente com o condutor televisivo Enzo Tortora. Durante esta última experiência carcerária compôs o álbum Impronte digitali, que se baseia sobretudo em situações decorrentes daquele período. Em ambos os processos, Califano foi absolvido porque o fato não se sustentava, algo que ele repetidamente recordou nos seus livros e nas suas entrevistas.
Se especializou como escritor em obras como Ti perdo - Diario di un uomo da strada, Il cuore nel sesso, Sesso e sentimento e Calisutra - Storie di vita e casi dell'amore raccontati dal maestro. Em 2008, faz a autobiografia Senza Manette, escrita a quatro mãos com Pierluigi Diaco.
Foi intérprete de fotoromances e ator cinematográfico em Sciarada alla francese (1963), Gardenia, il giustiziere della mala (1979), Due strani papà (1983) com Pippo Franco, Viola bacia tutti (1998) e Questa notte è ancora nostra (2008).
Em 2006, participou da terça edição do reality show Music Farm, conduzido por Simona Ventura.
Em 2008, participa de Ciao Darwin, con Paolo Bonolis.

## Festival de Sanremo
As suas aparições no conceituado Festival de Sanremo começam em 1988, com Io per le strade di quartiere escrita a quatro mãos com Toto Cutugno, que escreveu a música. Volta em 1994, com Napoli, sublime gesto de afeto pela cidade partenopéia e em 2005 con Non escludo il ritorno, escrita juntamente com Tiromancino.

## Política
Quando foi preso, em 1983, escreveu uma carta para pedir ajuda à Bettino Craxi, o líder socialista, de que após esse episódio, se tornou um grande amigo.
Nas eleições políticas italianas de 1992 foi candidato com o Partido Socialista Democrático Italiano, PSDI, sem ser porém eleito.
Em 2008, em ocasião de seu septuagésimo aniversário festejado em Praça Navona, afirmou: "Eu sou liberal, anticomunista. Pedi ao prefeito Gianni Alemanno, meu querido amigo, de poder cantar em qualquer bela praça. E ele me fez um maravilhoso presente. Por cinco anos me impediu de cantar porque me rotularam como um homem de direita. Conhecia bem seja Francesco Rutelli, como Walter Veltroni. O primeiro sempre se comportou bem, o segundo me ignorou. E não sei porque..."

## Religião
Se definiu como católico apostólico romano. Durante uma entrevista radiofônica manifestou publicamente a sua admiração pelo Papa Bento XVI, de quem disse: "Me agradou subitamente e continua a ser aquilo que imaginava: um homem culto, político, forte, duro no momento certo, que não se priva de acariciar as cabeças, mas caminha direto, porque tem tanto caminho para percorrer. A primeira vez que o vi, senti algo dentro e estou muito mais próximo à fé".

## Discografia

### LP
- 1972 - 'N bastardo venuto dar sud
- 1973 - L'evidenza dell'autunno
- 1975 - Secondo me, l'amore...
- 1976 - Tutto il resto è noia (Dischi Ricordi, SMRL 6199)
- 1977 - Tac...! (Dischi Ricordi, SMRL 6216)
- 1979 - Ti perdo
- 1980 - Tuo Califano
- 1981 - La mia libertà
- 1982 - Buio e Luna piena
- 1983 - Io per amarti
- 1984 - Impronte digitali
- 1985 - Ma cambierà
- 1987 - Il bello della vita
- 1988 - Io
- 1989 - Coppia dove vai
- 1990 - Califano
- 1991 - Se il teatro è pieno
- 1994 - Ma io vivo
- 1995 - Giovani uomini
- 1999 - Tu nell'intimità

### Ao vivo
- 1975 - 24 de julho de 1975 dalla Bussola, ao vivo na La Bussola de Viareggio
- 1982 - In concerto dal Blue Moon di Ogliastro Marina, ao vivo ao Blue Moon de Castellabate Ogliastro Marina
- 1992 - In concerto dal Blue Moon di Ogliastro Marina 2, ao vivo ao Blue Moon de Castellabate Ogliastro Marina
- 2001 - Stasera canto io

### Antologias
- 1977 - Bastardo l'autunno e l'amore
- 1981 - Ritratto di Franco Califano
- 1983 - Super Califfo
- 2003 - Le luci della notte
- 2005 - Non escludo il ritorno

### Singles
- 1962 - Ti raggiungerò / Amica malinconia
- 1966 - Non voglio vederti / Triste così
- 1973 - Ma che piagni a ffa' / Beata te...te dormi
- 1975 - Io me m'briaco
- 1976 - Me'nnamoro de te / Tutto il resto è noia
- 1977 - Io non piango / Tac...!
- 1981 - La mia libertà
- 1983 - Io per amarti

### EP
- 2001 - Vive chi vive

## Filmografia
- 1979 - Gardenia, il giustiziere della mala (com Eleonora Vallone, direção de Domenico Paolella)
- 1983 - Due strani papà (com Pippo Franco e Viola Valentino, direção de Mariano Laurenti)
- 1998 - Viola bacia tutti
- 2008 - Questa notte è ancora nostra